# Čénuke
Čénuke o Cénuke és un dels més poderosos i importants howenh (o avantpassats en la mitologia selknam), contemporani a Kenos i successor del mateix en la seva tasca de «ressuscitar» els howenh del seu estat de mort temporal o somni senil.
Se'l descriu com un ésser extremadament violent i sàdic, capaç de matar per mer plaer. Tenia el poder de fer que algú caigués instantàniament mort amb només un obrir i tancar els ulls.

## Mitologia

### Naixement i infància
Čénuke era l'únic fill de Kakrecĕn i Sekutá. El seu nom originalment, abans de pujar al firmament, era Hasaps. Ell i la seva família eren oriünds del Sud, de les rodalies de la Caleta Irigoyen.
Durant la seva joventut era antipàtic i considerat repugnant. Va arribar a ser cada cop més poderós, i amb això, alhora, perillós. El seu poder tenia un gran abast. Va intentar subordinar a tots sota el seu poder, però els altres es van unir i van aconseguir resistir.

### Rivalitat amb Kwányip
Čénuke va ser un vigorós adversari de Kwànyip. Hi ha diverses històries que relaten les picabaralles entre aquests dos avantpassats mitològics.

#### Čénuke tendeix una trampa a Kwànyip
S'explica que sovint Kwànyip anava la costa rocosa anomenada Onkonk on feien niu molts corbs marins. En aquell lloc Čénuke va aguaitar Kwànyip, que ja havia reunit una gran quantitat de corbs marins. Čénuke feia que els corbs marins fossin molt mansos i fàcils d'atrapar. Mentre Kwànyip atrapava les aus, Čénuke, des de dalt d'una paret rocosa va començar a deixar lliscar pedres des de dalt, cada cop més grans. Una gran allau de pedres va lliscar cap avall, sobre Kwànyip.

#### La venjança de Kwànyip
Čénuke solia atrapar ànecs i oques en un pantà al Sud. Kwànyip, sabent que Čénuke anava a aquest lloc a atrapar aus, el va esperar, i quan aquest va arribar a la nit, Kwànyip va fer caure molta calamarsa i neu. Després un elevat mur de gel va avançavar, empenyent Čénuke cap a l'interior del pantà. Amb gran esforç va aconseguir escapar de l'aigua i es va elevar a l'aire.

### Čénuke es converteix en successor de Kenos
Abans d'abandonar el món terrenal, Kenos va encarregar a Čénuke que rentés les persones que s'aixecaven després del somni senil (estat de mort transitori). Čénuke va acceptar continuar la tasca de Kenos, una vegada aquest va abandonar la Terra.

### Čénuke puja al firmament
Durant l'era dels howenh no existia la mort pròpiament tal, sinó més aviat un estat de mort transitòria o somni senil. No obstant això, Kwànyip va instaurar la mort tal com la coneixem quan no va permetre que el seu germà gran no despertès d'aquest somni o, segons explica una altra versió del mite, en fer tot el possible perquè el seu germà no revisqués.
Čénuke, que tenia la missió de continuar la tasca de «resurrecció» encomanada per Kenos, es va enfurismar amb Kwànyip, i en sentir-se molt trist pels fets, va ascendir al firmament, convertint-se en Proció, en la constel·lació del Ca Menor.